# پیتر براون (بازیکن فوتبال، زاده ۱۹۳۴)
پیتر براون (انگلیسی: Peter Brown; ۱۳ ژوئیهٔ ۱۹۳۴ – ۸ دسامبر ۲۰۱۱) بازیکن فوتبال اهل بریتانیا بود.
از باشگاه‌هایی که در آن بازی کرده‌است می‌توان به باشگاه فوتبال پول تاون، باشگاه فوتبال ساوت‌همپتون، و باشگاه فوتبال ورکسام اشاره کرد.